# Moln
För andra betydelser, se Moln (olika betydelser).

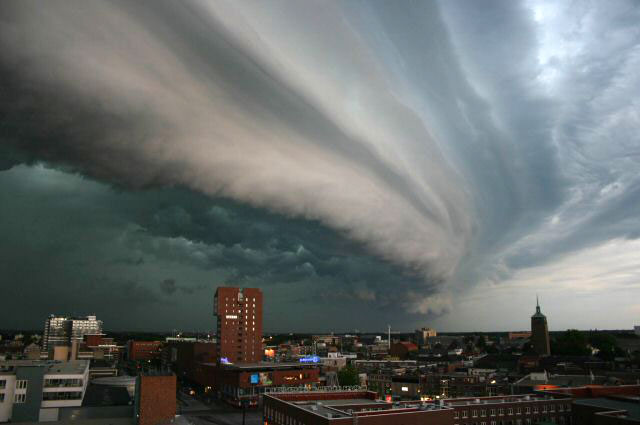
Bymoln av typen cumulonimbus capillatus arcus över Enschede, Nederländerna.

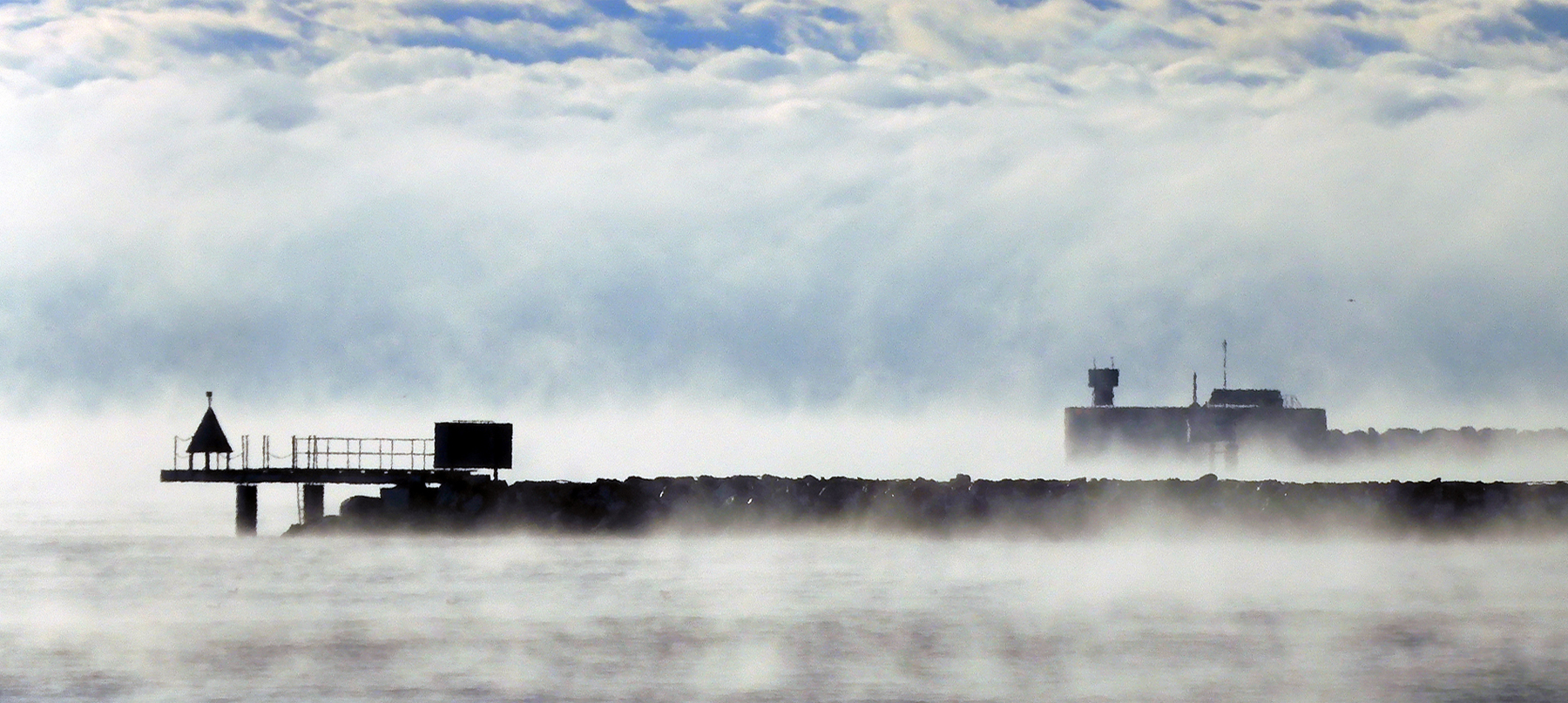
En molnbank av vattenånga över inloppet till Ystads hamn.

Ett moln är en synlig kolloid ansamling av små partiklar, i regel mycket små vattendroppar, iskristaller eller bådadera, som svävar fritt i atmosfären. Ett moln kan också innehålla flytande eller fasta gas-, rök- eller stoftpartiklar, som exempelvis härstammar från vulkanutbrott eller sandstormar. Dimma skiljer sig från moln endast genom att dimman når ända ner till marken. 
Molnbildning utgår vanligen från mycket små partiklar, kondensationskärnor, på vilka vattenånga antingen kondenserar och bildar små droppar eller deponerar och bildar små iskristaller. Iskristaller kan även bildas från frusna molndroppar. En sådan droppe eller kristall ihop med miljoner andra är för oss synlig som moln. Som regel skapas molnen i samband med vertikala luftrörelser, som exempelvis konvektion, luft som tvingas över en högre liggande terräng eller storskaliga luftrörelser i samband med väderfronter.
Molnbildning är en följd av att atmosfären är en blandning av ämnen med olika aggregationstillstånd. Därför är det inte bara jorden som har moln, utan många himlakroppar med atmosfär har det. Beroende på atmosfärens sammansättning och temperatur kan de bestå av andra ämnen än vatten. Även i utrymmet mellan stjärnorna, i det så kallade interstellära mediet, förekommer så kallade interstellära moln.
Molnvetenskapen är en del av meteorologin. En särskild gren är molnfysik där man studerar molnbildning och andra fysikaliska aspekter av moln.

## Egenskaper
Molnens natur har länge fascinerat och gäckat människan. Att moln består av vatten har man förstått länge, och att molnen har en del i vattnets kretslopp beskrevs av Aristoteles år 350 f.Kr. och den kinesiske filosofen Wang Chong under det första århundradet e.Kr. Men det har varit svårt att förklara hur de nyckfullt bildas och försvinner, deras varierande färger och olika optiska fenomen som de frambringar. Otto von Guericke lade fram tanken att moln bestod av små vattenbubblor och det var vad de flesta vetenskapsmän trodde ända fram till mitten av 1800-talet. Den förste att vetenskapligt visa att moln bestod av små vattendroppar var Agustus Waller som 1847 använde spindelväv för att undersöka molndroppar i mikroskop. Denna observation konfirmerades senare av William Henry Dines 1880 och Richard Assmann 1884.
En relativt vanlig missuppfattning är att moln består av vattenånga. Ånga är dock en osynlig gas. Huvudsakligen består moln av vattendroppar, iskristaller eller en blandning av båda. Molndropparna i ett moln har en genomsnittsdiameter på mellan 0,02 och 0,03 mm. Få är större än 0,08 mm. Genomsnittsmolndroppen har en gränshastighet av cirka en cm per sekund. I Tabell 1 sätts molndropparnas diameter och gränshastighet i relation till några andra partiklar.
| Partikeltyp        | Typisk diameter (mm) | Ungefärlig gränshastighet (cm/s) |
| ------------------ | -------------------- | -------------------------------- |
| Kondensationskärna | 0,0002               | 000,00001                        |
| Molndroppe         | 0,0200               | 001,00000                        |
| Stor molndroppe    | 0,1000               | 027,00000                        |
| Duggregnsdroppe    | 0,2000               | 070,00000                        |
| Iskristall i moln  | 0,5000               | 050,00000                        |
| Liten regndroppe   | 1,0000               | 400,00000                        |
| Regndroppe         | 2,0000               | 650,00000                        |
| Snöstjärna         | 2,0000               | 100,00000                        |

Vattenmassan i ett moln varierar mellan cirka 0,002 g/m3 för cirrusmoln upp till 3 g/m3 i delar av ett cumulonimbus. Ett stort cumulonimbusmoln med en radie på 4 km, höjd på 10 km och vatteninnehåll på 2 g/m3 har en vattenmassa på en miljon ton, vilket motsvarar en 10 meter djup sjö med en yta på en hektar. Tack vare att molnets volym är så stor, klarar luftströmmar i och under molnet att hålla uppe de små dropparna.

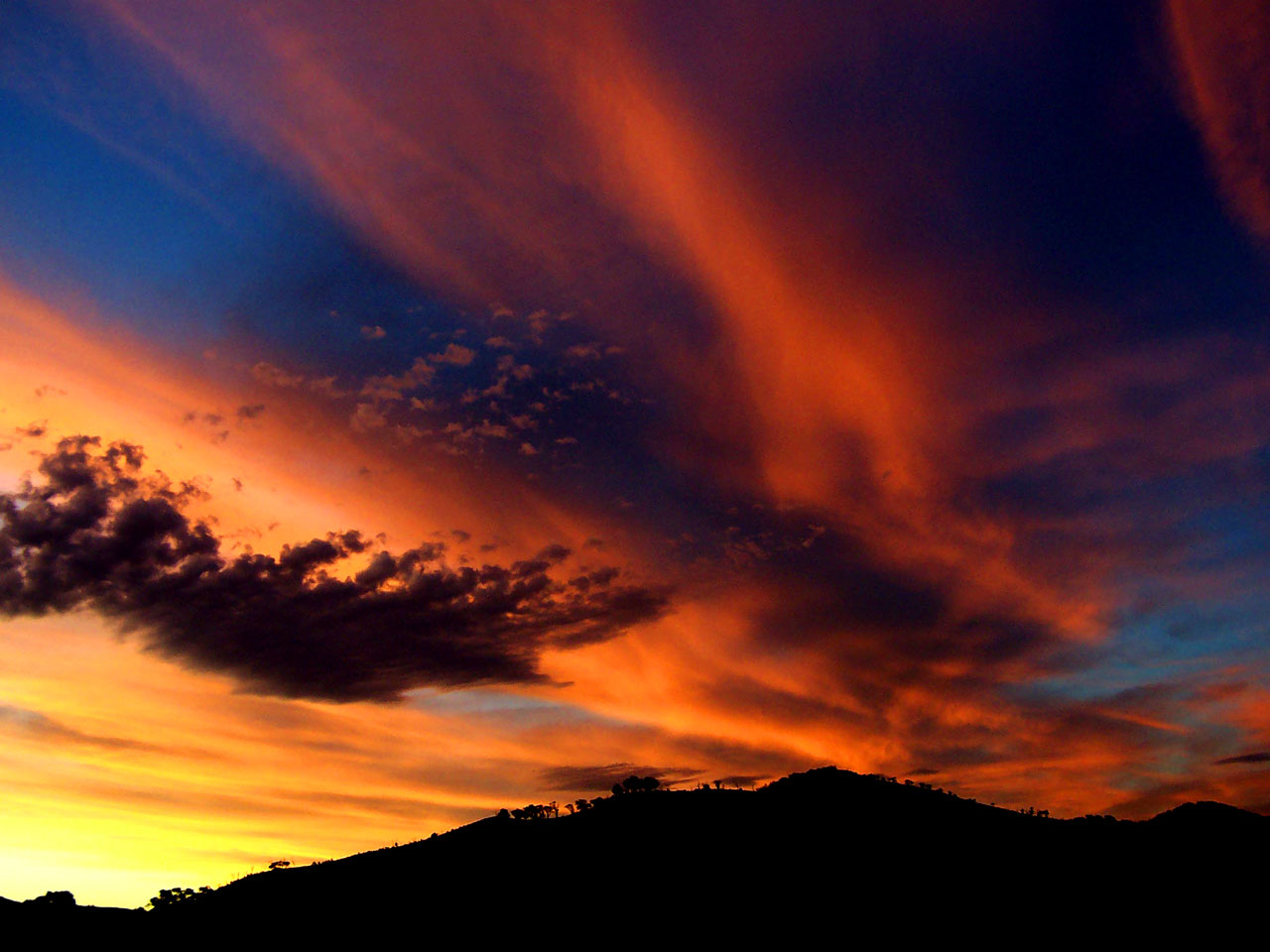
Vid solnedgången står solen lågt och dess gul/orangefärgade ljus sprids av molnets undersida.

Molndroppar sprider det synliga ljusets våglängder ungefär lika. Detta gör att solbelysta delar av molnet återspeglar det aktuella solljuset, det vill säga vitt mitt på dagen och gult, orange eller rött när solen står lågt på himlen. Ljuset som når de inre delarna av molnet blir inte lika starkt på grund av att ljus reflekteras bort i molnets yttre delar. Delar av molnet som är i skugga kommer därför genom kontrastverkan att framstå som grå. På en helmulen dag får molnen en gråblå färg då även en del av himlens färg återspeglas i molnens färg. Regndroppar är inte lika effektiva spridare av ljus som molndroppar, utan har en viss absorberande verkan. Om nederdelen av ett moln är mycket mörkt skvallrar det om att det finns mycket regndroppar där och att det snart kan komma att regna.
Vissa moln visar ibland så kallad irisering, vilket ger pastellartade färger i rosa, blått eller grönt. Irisering är ett av många ljusfenomen där moln är inblandade. Bland övriga ljusfenomen kan nämnas krans, gloria, brockenspöke, halo och skuggstrålar.
I ett cumulonimbusmoln kan olika delar av molnet få olika elektrisk laddning, vilket kan leda till åska. Det finns många teorier för hur dessa laddningsskillnader uppstår, men den dominerande mekanismen verkar involvera snöhagel som kolliderar med iskristaller som sedan separeras genom gravitationen och producerar en elektrisk dipol. Undersökning med väderballonger visar dock att ett cumulonimbusmoln kan ha fyra–sex vertikala zoner med olika laddning.

## Klassificering
Det finns många olika sätt att klassificera moln. Här nedan anges fyra klassificeringsmodeller som används mer eller mindre ofta. Det finns ytterligare indelningar, exempelvis genetisk indelning (hur molnen bildas).

### WMO:s klassificering
World Meteorological Organization, WMO, har utvecklat en klassificering som bygger på molnens utseende samt höjd till molnbasen. Denna mycket använda klassificering utvecklades ursprungligen av den engelske meteorologen Luke Howard 1802. Howard inspirerades av Carl von Linnés terminologi och systematik för växter. Howards system har sedan utvecklats vidare genom WMO men många av Howards grundidéer finns fortfarande kvar. Internationell Molnatlas, som ges ut av WMO, har en utförlig beskrivning av klassificeringen.
Man urskiljer tio huvudmolnslag, även kallade molnsläkten. Huvudmolnslagen delas vidare upp i arter. För att ytterligare beskriva ett moln kan man även lägga till specialformer, ytterligare kännetecken och följemoln samt modermoln. Tabell 2 nedan visar de tio huvudmolnslagen. För respektive huvudmolnslag anges vilka arter, specialformer, ytterligare kännetecken samt följemoln som kan finnas för huvudmolnslaget. Med modermoln avses ur vilka andra huvudmolnslag ett visst huvudmolnslag kan bildas. Bokstäverna i fet text för respektive namn anger dess förkortning, exempelvis förkortas Cirrocumulus Cc.
| Huvudmolnslag Vetenskapligt namn (förkortning) Svenskt namn Definition | Molnarter                                      | Specialformer                                                          | Ytterligare kännetecken samt följemoln                         | Modermoln (genitus)                                        | Exempel     |
| --- | ---------------------------------------------- | ---------------------------------------------------------------------- | -------------------------------------------------------------- | ---------------------------------------------------------- | ----------- |
| Höga moln |                                                |                                                                        |                                                                |                                                            |             |
| Cirrus (Ci), Fjädermoln Fristående moln i form av vita, fina trådar eller också flak eller smala band, som är vita eller övervägande vita. Molnen kan ha ett trådigt (hårliknande) utseende, sidenglans eller uppvisa båda dessa kännetecken | fibratus uncinus spissatus castellanus floccus | intortus radiatus vertebratus duplicatus                               | mamma                                                          | Cirrocumulus Altocumulus Cumulonimbus                      | Fler bilder |
| Cirrocumulus (Cc), Makrillmoln Tunna, vita flak eller skikt av moln utan skuggor, sammansatta av mycket små korniga eller krusiga element, antingen sammansmälta eller fristående samt mer eller mindre regelbundet ordnade; flertalet molnelement har en skenbar bredd av mindre än en grad. | stratiformis lenticularis castellanus floccus  | undulatus lacunosus                                                    | virga mamma                                                    |                                                            | Fler bilder |
| Cirrostratus (Cs), Slöjmoln En genomskinlig, vitaktig molnslöja av trådigt (hårliknande) eller glättat utseende, vilken helt eller delvis täcker himlen och vanligen förorsakar halofenomen. | fibratus nebulosus                             | duplicatus undulatus                                                   | (inga)                                                         | Cirrocumulus Cumulonimbus                                  | Fler bilder |
| Medelhöga moln |                                                |                                                                        |                                                                |                                                            |             |
| Altocumulus (Ac), Böljemoln Vita, grå eller både vita och grå flak eller skikt av moln, vanligen med skuggor. Molnen är sammansatta av skivor, rundade massor eller rullar, vilka ibland till en del är trådiga eller oskarpa och stundom smälter samman med varandra; vanligen har flertalet av de regelbundet ordnade små molnelementen en skenbar bredd av mellan en och fem grader betraktat 30 grader över horisonten. | stratiformis lenticularis castellanus floccus  | translucidus perlucidus opacus duplicatus undulatus radiatus lacunosus | virga mamma                                                    | Cumulus Cumulonimbus                                       | Fler bilder |
| Altostratus (As), Skiktmoln Ett gråaktigt eller blåaktigt molnskikt eller molnlager som har ett strimmigt, trådigt eller jämnt utseende och som helt eller delvis täcker himlen. Vissa partier är tillräckligt tunna för att solen åtminstone svagt skall skymta som genom matt glas. Altostratus ger inte upphov till halofenomen. | (inga)                                         | translucidus opacus duplicatus undulatus radiatus                      | virga praecipitatio pannus mamma                               | Altocumulus Cumulonimbus                                   | Fler bilder |
| Låga moln |                                                |                                                                        |                                                                |                                                            |             |
| Stratocumulus (Sc), Valkmoln Grå, vitaktiga eller både grå och vitaktiga flak eller skikt av moln, som nästan alltid uppvisar vissa mörka partier. Molnen är sammansatta av mosaikmönster, rundade massor eller rullar, som inte är trådiga (bortsett från virga) och där de enskilda molnelementen stundom sammansmälter med varandra. Flertalet av de regelbundet anordnade, små molnelementen har en skenbar bredd av mer än fem grader betraktat 30 grader över horisonten.                                                                                     | stratiformis lenticularis castellanus          | translucidus perlucidus opacus duplicatus undulatus radiatus lacunosus | mamma virga praecipitatio                                      | Altostratus Nimbostratus Cumulus Cumulonimbus              | Fler bilder |
| Stratus (St), Dimmoln Ett vanligen grått molnlager med tämligen jämn undersida som kan ge duggregn, isnålar eller kornsnö. Solens konturer är tydligt urskiljbara när den syns genom molnet. Stratus ger inte upphov till halofenomen utom möjligen vid mycket låga temperaturer. Ibland uppträder stratus i form av sönderrivna molndelar. | nebulosus fractus                              | opacus translucidus undulatus                                          | praecipitatio                                                  | Nimbostratus Cumulus Cumulonimbus                          | Fler bilder |
| Cumulus (Cu), Stackmoln Fristående moln, vanligen täta och med skarpa konturer. Molnen tillväxer vertikalt och antar formen av kullar, kupoler eller torn, vilkas svällande övre delar ofta har blomkålsliknande form. De solbelysta delarna av dessa moln är oftast glänsande vita, medan basen är tämligen mörk och nästan horisontell. Ibland kan cumulusmolnen vara sönderrivna. | humilis mediocris congestus fractus            | radiatus                                                               | pileus velum virga praecipitatio arcus pannus tuba             | Altocumulus Stratocumulus                                  | Fler bilder |
| Moln med stor vertikal utsträckning |                                                |                                                                        |                                                                |                                                            |             |
| Nimbostratus (Ns), Regn- eller snömolntäcke Ett grått, ofta mörkt molnlager, vars utseende har blivit diffust genom mer eller mindre ihållande regn eller snö, som i de flesta fall når marken. Molnlagret är alltigenom tätt nog för att solen inte skall synas. Under molnlagret förekommer ofta låga, trasiga moln, som stundom sammansmälter med detta. | (inga)                                         | (inga)                                                                 | praecipitatio virga pannus                                     | Cumulus Cumulonimbus                                       | Fler bilder |
| Cumulonimbus (Cb), Bymoln Tunga, täta moln med avsevärd vertikal mäktighet och till formen påminnande om berg eller väldiga torn. I regel har de övre delarna åtminstone delvis en glättad, trådig eller strimmig struktur och är nästan alltid avplattade. Denna del av molnet breder ofta ut sig i form av ett städ eller en väldig plym. Under molnbasen, som ofta är mycket mörk, förekommer inte sällan låga, sönderrivna moln som ibland smälter samman med denna. Ur molnbasen faller nederbörd, stundom i form av fallstrimmor som inte når marken (virga). | calvus capillatus                              | (inga)                                                                 | praecipitatio virga pannus incus mamma pileus velum arcus tuba | Altocumulus Altostratus Nimbostratus Stratocumulus Cumulus | Fler bilder |

WMO listar även en rad molntyper som inte faller in i ovanstående klassificering.
- Pärlemormoln, oftast mandelformade med mycket kraftig irisering.
- Nattlysande moln, blåaktiga eller silverglänsande, ibland orangefärgade eller röda, som befinner sig i på cirka 80–86 km höjd i mesosfären.
- Kondensationsstrimmor ("K-strimmor") efter flygplan
- Moln från eldsvådor, bestående av förbränningsprodukter.
- Moln från vulkanutbrott, huvudsakligen bestående av stoftpartiklar.
- Moln från vattenfall.

Det florerar en hel rad inofficiella molntyper som inte har listats av WMO. Det inkluderar till exempel stratosfärisk cirrostratus och ultra-cirrus som befinner sig på cirka 20 km höjd i stratosfären. Ett annat exempel är pyrocumulus som är cumulusliknande moln som uppstår i samband med skogsbränder.

### Nederbördsmoln
Ytterligare en indelning av moln baseras på om de är nederbördsgivande eller inte. Det är endast nimbostratus och cumulonimbus som definitionsmässigt avger nederbörd. Dessa båda molns namn innehåller "nimbus" som på latin kan betyda antingen regnoväder eller moln. Luke Howards idé med att använda nimbus som en del av namnet var just att påpeka att de är nederbördsgivande. Nimbostratus skulle således utläsas som "regngivande stratus" och cumulonimbus som "regngivande cumulus".
På andra sidan skalan finns cirrus, cirrocumulus, cirrostratus respektive altocumulus som aldrig ger nederbörd som når marken. Övriga huvudmolnslag kan i ovanliga fall ge nederbörd. Tabell 3 nedan anger vilka nederbördstyper och några andra väderfenomen som olika huvudmolnslag kan ge.
| Huvudmolnslag                          | Nederbördsslag som huvudmolnslaget kan ge | Nederbördsslag som huvudmolnslaget kan ge | Nederbördsslag som huvudmolnslaget kan ge | Nederbördsslag som huvudmolnslaget kan ge | Nederbördsslag som huvudmolnslaget kan ge | Nederbördsslag som huvudmolnslaget kan ge | Nederbördsslag som huvudmolnslaget kan ge | Nederbördsslag som huvudmolnslaget kan ge | Nederbördsslag som huvudmolnslaget kan ge | Nederbördsslag som huvudmolnslaget kan ge | Nederbördsslag som huvudmolnslaget kan ge | Andra fenomen | Andra fenomen | Andra fenomen | Andra fenomen |
| Huvudmolnslag                          | Duggregn                                  | Regn                                      | Snöfall                                   | Regnskur                                  | Snöby                                     | Kornsnö                                   | Snöhagel                                  | Ishagel                                   | Iskorn                                    | Småhagel                                  | Isnålar                                   | Virga         | Halo          | Regnbåge      | Åska          |
| -------------------------------------- | ----------------------------------------- | ----------------------------------------- | ----------------------------------------- | ----------------------------------------- | ----------------------------------------- | ----------------------------------------- | ----------------------------------------- | ----------------------------------------- | ----------------------------------------- | ----------------------------------------- | ----------------------------------------- | ------------- | ------------- | ------------- | ------------- |
| Huvudmolnslag som aldrig ger nederbörd |                                           |                                           |                                           |                                           |                                           |                                           |                                           |                                           |                                           |                                           |                                           |               |               |               |               |
| Cirrus                                 |                                           |                                           |                                           |                                           |                                           |                                           |                                           |                                           |                                           |                                           |                                           |               | X             |               |               |
| Cirrocumulus                           |                                           |                                           |                                           |                                           |                                           |                                           |                                           |                                           |                                           |                                           |                                           | X             |               |               |               |
| Cirrostratus                           |                                           |                                           |                                           |                                           |                                           |                                           |                                           |                                           |                                           |                                           |                                           |               | X             |               |               |
| Altocumulus                            |                                           |                                           |                                           |                                           |                                           |                                           |                                           |                                           |                                           |                                           |                                           | X             | X             |               |               |
| Huvudmolnslag som ibland ger nederbörd |                                           |                                           |                                           |                                           |                                           |                                           |                                           |                                           |                                           |                                           |                                           |               |               |               |               |
| Altostratus                            |                                           | X                                         | X                                         |                                           |                                           |                                           |                                           |                                           | X                                         |                                           |                                           | X             |               |               |               |
| Stratocumulus                          |                                           | X                                         | X                                         |                                           |                                           | X                                         | X                                         |                                           |                                           |                                           |                                           | X             |               |               |               |
| Stratus                                | X                                         |                                           | X                                         |                                           |                                           | X                                         |                                           |                                           |                                           |                                           | X                                         |               | X             |               |               |
| Cumulus                                |                                           |                                           |                                           | X                                         |                                           |                                           | X                                         |                                           |                                           |                                           |                                           | X             |               | X             |               |
| Huvudmolnslag som ofta ger nederbörd   |                                           |                                           |                                           |                                           |                                           |                                           |                                           |                                           |                                           |                                           |                                           |               |               |               |               |
| Nimbostratus                           |                                           | X                                         | X                                         |                                           |                                           |                                           |                                           |                                           | X                                         |                                           |                                           | X             |               |               |               |
| Cumulonimbus                           |                                           | X                                         | X                                         | X                                         | X                                         |                                           | X                                         | X                                         | X                                         | X                                         |                                           | X             |               | X             | X             |

### Allmän form
Vidare kan molnen uppdelas efter deras allmänna form. Huvudsakligen skiljer man mellan:
- Cumuliforma moln, även kallade konvektiva moln, är stacklika moln med övervägande vertikal utbredning. Hit räknas framförallt cumulus och cumulonimbus. Även stratocumulus, altocumulus och cirrocumulus räknas hit, men anses ha viss stratiform karaktär.
- Stratiforma moln består av utbredda skikt eller flak. Till denna grupp räknas stratus, nimbostratus, altostratus och cirrostratus.
- Cirriforma moln består av endast iskristaller och får en fibrig struktur. Detta gäller i första hand cirrus, men även cirrostratus och cirrocumulus räknas ibland till cirriforma moln. De övre delarna av cumulonimbus med städ (incus) har fibrig struktur och sägs vara cirriform.

Då WMO:s molnklassificering bland annat är baserad på molnens utseende finns bland molnens arter och specialformer flera andra molnformer namngivna. Som exempel kan nämnas molnarten lenticularis som används på mandel- eller vågformade moln som uppträder i bergsområden eller i övrigt i samband med stationära vågrörelser i lufthavet. Ett annat exempel är specialformen undulatus som ges till moln som visar ett vågformigt mönster.

### Fysikalisk indelning
Med fysikalisk indelning delar man in molnen efter huruvida de består vattendroppar eller iskristaller. Man skiljer på tre olika typer.
- Varma moln, som är moln där temperaturen är mer än -10 °C. Dessa består i princip uteslutande av vattendroppar. En särskild grupp av varma moln är de så kallade kolloidalt stabila molnen som består av små vattendroppar med liten storleksskillnad. I dessa moln förekommer koalescens endast i liten utsträckning och vattendropparna ökar i storlek enbart genom kondensation, vilket går relativt långsamt.
- Moln som består av både vattendroppar och iskristaller. Här är temperaturen vanligen mellan -10 °C och -40 °C. Dessa moln kallas kolloidalt instabila, då iskristallerna på grund av Bergeronprocessen kan växa på bekostnad av vattendropparna och därmed bli tunga nog att börja bilda nederbörd.
- Ismoln, alternativt nedisade moln, som är moln som endast består av iskristaller. Dessa förekommer där lufttemperaturen är -40 °C eller kallare. Dimma som endast består av iskristaller kallas för frostdimma.

Moln med stor vertikal utsträckning, exempelvis ett cumulusnimbusmoln, kan ha alla tre typerna i samma moln, med endast vattendroppar i lägre delar, en blandning av vattendroppar och iskristaller i mitten och endast iskristaller i toppen.

## Observation
Att betrakta moln kan göras vetenskapligt eller mer kontemplativt för dess höga nöjes skull. För väderobservatörer finns utarbetade modeller för hur det aktuella molntillståndet skall rapporteras. Även för vanliga människor kan molnen exempelvis avslöja en annalkande väderfront. Över huvud taget är molnen en viktig indikator för vad som för stunden sker i atmosfären. Molnens rörelsehastighet ger exempelvis en god uppfattning om hastigheten hos de luftskikt i vilka de uppträder. Tidigare hade man speciell apparatur, så kallade nefoskop, för att mäta molnens rörelsehastighet. Ett intressant nyttjande av moln är vid så kallad isblink, när molnen reflekterar ljus från snö och is, men inte öppet vatten. Detta nyttjades i äldre tider vid utforskandet av nordvästpassagen.

### Rapporter från meteorologiska stationer

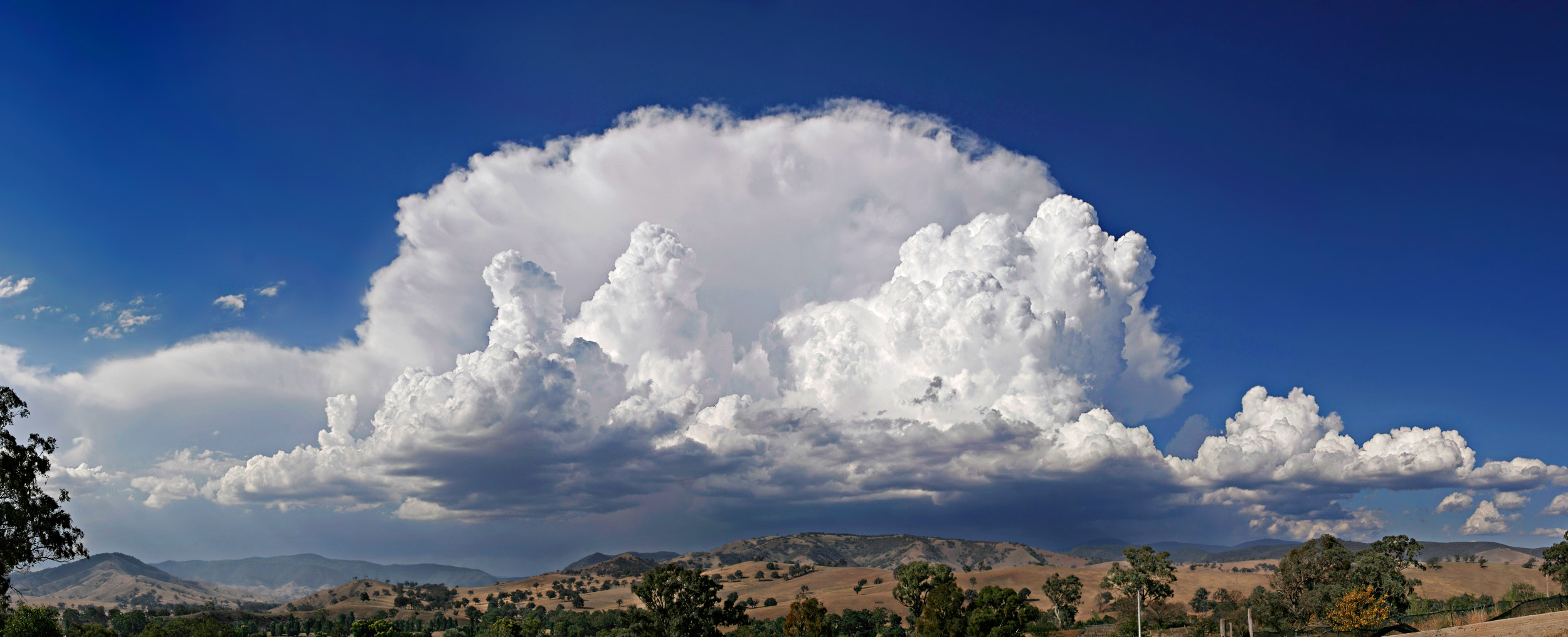
C_{L} = 9 : Cumulonimbus capillatus, C_{M} = 0 : Inga medelhöga moln, C_{H} = 0 : inga höga moln.

På en meteorologisk station görs molnobservationer klockan 7, 13 och 19. En rapport innehåller molnmängd, molnhöjd (höjd till molnbas) samt molntillstånd i tre höjdlägen. Den totala molnmängden anges i åttondelar (oktas) där 0 betyder helt molnfritt och 8 helt mulet. Medelmolnigheten för dagen får av medelvärdet av molnmängderna vid de tre observationstillfällena. Siffran 9 används för situationer då molnmängden inte kan anges, exempelvis vid dimma, sandstorm eller kraftigt snöfall.
När det gäller molntillstånd specificerar WMO en uppdelning av huvudmolnslagen i tre nivåer, låga, medelhöga respektive höga moln, i vilka molnen vanligen förekommer:
- CL, låga moln: stratocumulus, stratus, cumulus och cumulonimbus. Låga moln har molnbasen under 2 kilometer över marken.[26]
- CM, medelhöga moln: altocumulus, altostratus och nimbostratus. Medelhöga moln har molnbasen 2–4 km (polarområden), 2–7 km (mellanlatituder) eller 2–8 km (tropikerna) över marken.[26]
- CH, höga moln: cirrus, cirrocumulus och cirrostratus. Höga moln har molnbasen 3–8 km (polarområden), 5–13 km (mellanlatituder) eller 6–18 km (tropikerna) över marken.[26]

Notera dock att vissa molntyper ofta breder ut sig till andra nivåer. Altostratus upp till hög nivå, nimbostratus till låg eller hög nivå samt cumulus och cumulonimbus till både medelhög och hög nivå. Tillsammans med en siffra mellan noll och nio som anger molnens status eller utveckling i respektive nivå får man fram en kod som anger himlens tillstånd. Några exempel är:
- CL = 2 : Cumulus med måttlig (cumulus mediocris) eller stor vertikal utsträckning (cumulus congestus), vanligen med utväxter i form av kupoler eller torn. Andra cumulus eller stratocumulus kan även förekomma, alla med basen i samma höjd.
- CM = 6 : Altocumulus, som bildats genom utbredning av cumulus eller cumulonimbus.
- CH = 0 : Inga cirrus, cirrocumulus eller cirrostratus.

En himmel där samtliga dessa tre observationer gäller beskrivs alltså som CL = 2, CM = 6, CH = 0.

### Observation med satellitbilder
Inom den så kallade nefanalysen studerar man storskaliga molnformationer via satellitbilder. Satellitbilderna ger särskilt värdefull information i områden där observationer från marken är sällsynta, som exempelvis över haven och polarområdena. Genom att satellitbilderna ger information från olika våglängder kan moln skiljas från exempelvis is- och snöytor. Det går till och med att göra enkel klassificering av molnen. Cloudsat är en satellit som skickades upp i april 2006 i syfte att mäta egenskaper hos moln för att försöka förstå molnens roll i den globala uppvärmningen.

### Molnskådning

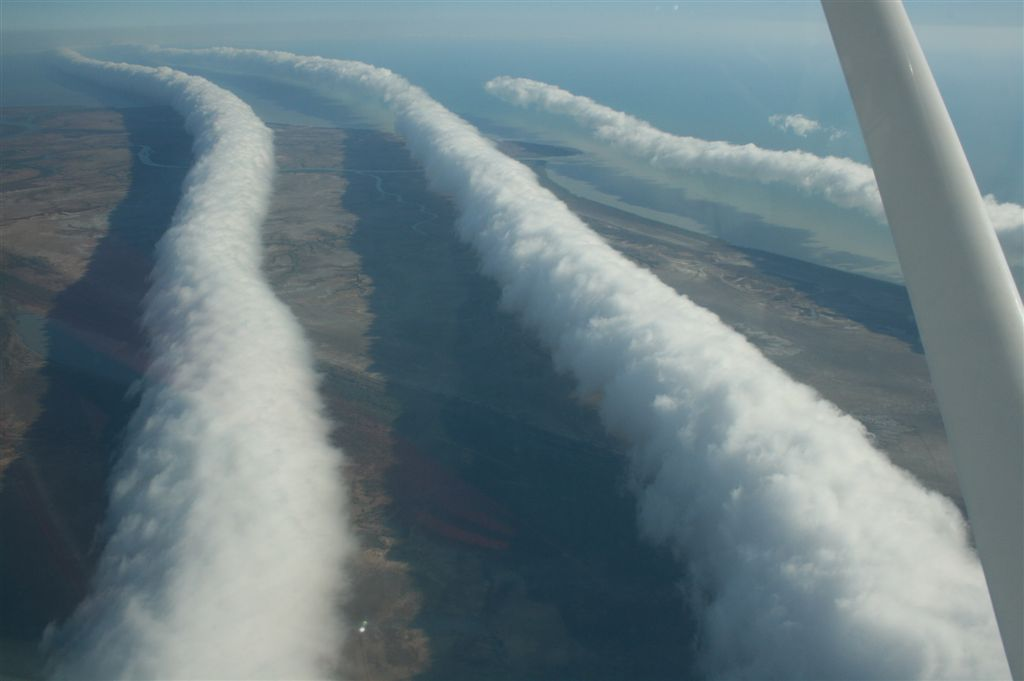
Det ovanliga Morning Glory-molnet kan observeras rulla fram över den lilla byn Burktown i norra Australien, dit hängivna molnskådare beger sig för att uppleva det.

Molnskådning (engelska: Cloud spotting) är en aktivitet som på senare tid ökat markant, exempelvis i Storbritannien. Ett tecken på detta är intresseföreningen The Cloud Appreciation Society med närmare 20 000 medlemmar, som arbetar för att moln skall uppskattas. Detta som en motvikt till att moln betraktas som ett hinder för en fulländad sommardag, eller i metaforer som "orosmoln".

## Utveckling

### Bildning

#### Bildning av molndroppar
Molndroppar bildas ur fuktig luft. Principiellt gäller att när den relativa fuktigheten är över 100 % övergår fler vattenmolekyler från gas till vätska än vice versa och blir därför en förutsättning för att kondensation skall inträffa. Kondensation i luft kompliceras av den så kallade krökningseffekten. En mycket liten vattendroppe har kraftigt krökt yta, vilket gör att vattenmolekylerna vid ytan har färre grannar att dela sina vätebindningar med. Den sammanhållande kraften blir mindre och leder lätt till att droppen upplöses. Detta gör att luften måste ha en relativ luftfuktighet på cirka 300–400 % för att molndroppar skall bildas spontant.
Bildningen av molndroppar förenklas avsevärt om det finns tillgång till så kallade kondensationskärnor på vilka vattenångan kan kondensera. Vissa kondensationskärnor är hygroskopiska och för dessa kan kondensation börja när den relativa fuktigheten är under 100 %. Ett exempel är magnesiumklorid, som när det agerar kondensationskärna kan ge kondensation redan vid cirka 70 % relativ fuktighet. Denna så kallade lösningseffekt hos hygroskopiska kondensationskärnor motverkar krökningseffekten och förenklar därmed bildningen av molndroppar.
Ju kallare luften är desto mindre mängd vattenånga kan den hålla. Det gör att man kan kyla ett luftpaket, med konstant mängd vattenånga, tills kondensation sker. Den temperatur då detta sker kallas daggpunktstemperaturen. Då är den relativa luftfuktigheten 100 % och molndroppar har stor chans att bildas. I naturen kan sådan kylning ske på olika sätt. Exempelvis kan det ske på klara nätter med hög utstrålning då marken kyls, vilket i sin tur kan kyla luften närmast marken som sedan samlas i lägre liggande terräng och så kallad strålningsdimma kan bildas där. Ett annat sätt är när varm och fuktig luft tvingas in över ett områden där underlaget är kallt, vilket kan leda till att advektionsdimma bildas.
Den effektivaste kylningen av luft i naturen sker emellertid när ett luftpaket hävs i atmosfären. Hävningen gör nämligen att trycket i luftpaketet minskar och det kyls adiabatiskt. Den nivå dit vilket luftpaketet måste hävas, för att den relativa luftfuktigheten skall bli 100 %, kallas kondensationsnivån och det är på denna höjd som molnen bildas. Cumulusmolnens platta undersida ligger på samma höjd som kondensationsnivån. Hävningen av luft kan ske på olika sätt:
- Hävning längs en väderfront, då den överliggande varmare luften tvingas upp. Denna hävning ger upphov till stratiforma moln.
- Orografisk hävning, när luft strömmar mot en höjd som tvingar upp luften. Moln som bildas på detta sätt kallas orografiska eller oreigena moln. Höjden behöver inte vara speciellt hög för att leda till molnbildning. Mindre åsar och kullar kan ge effekt på upp till två kilometers höjd.[30]
- Konvektion, vanligen på grund av luft som värms av markyta som värmts upp av solstrålning. Detta ger upphov till cumuliforma moln.
- Konvergens, det vill säga när vindar för in luft från flera håll mot ett lågtryckscentrum och tvingar luften i centrum att stiga uppåt.
- Vid turbulens, exempelvis vid kraftiga vindar i kombination med instabil skiktning och/eller ojämn terräng.

I praktiken förekommer kombinationer av dessa hävningar. Man pratar exempelvis om orografisk förstärkning, när ökad markhöjd förstärker andra hävningsmekanismer.

#### Bildning av iskristaller

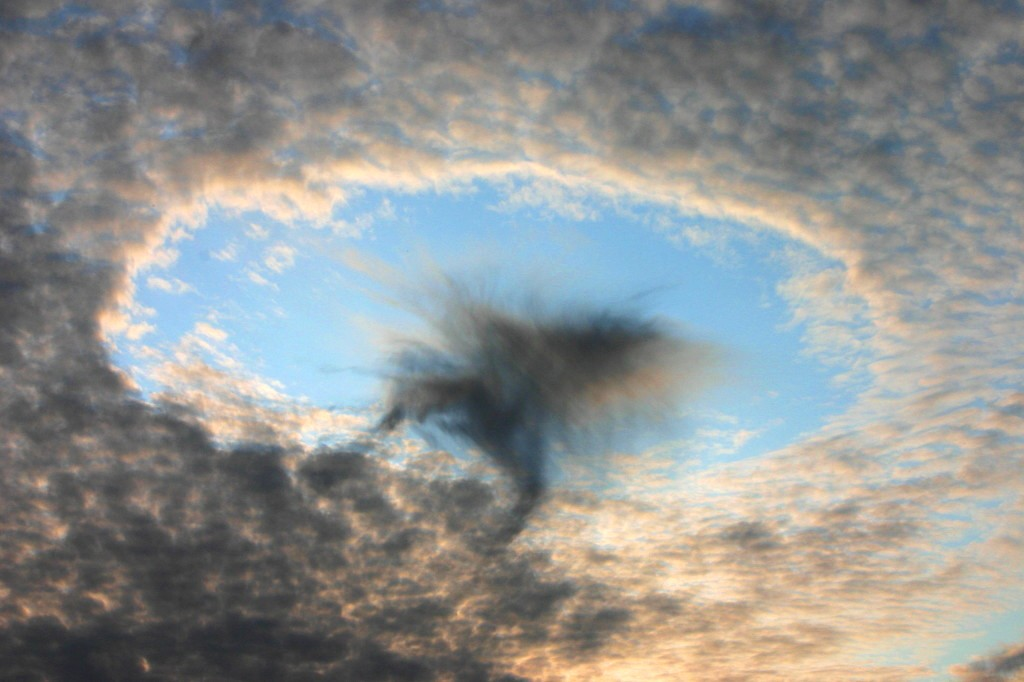
Ett så kallat fallstrimmehål. I det här fallet bildat ur ett altocumulusmoln som består av kraftigt underkylda vattendroppar. En snabb omvandling av molndroppar till iskristaller sker inom detta runda område, vilket gör att iskristallerna blir så tunga att de faller ur molnet.

Jämfört med bildningen av molndroppar finns inte lika många etablerade teorier för hur iskristaller bildas i atmosfären som kan förklara de observationer som gjorts. Man brukar skilja mellan tre olika sätt för bildning, nämligen genom att rent vatten fryser (homogen nukleation), genom att frysningen startar med hjälp av en främmande partikel (heterogen nukleation) och genom sekundär bildning.
Eftersom molndropparna har så liten volym sker spontan frysning av dessa först vid en lufttemperatur på cirka -40 °C. Detta beror på att det krävs att vattenmolekylerna måste röra sig långsammare för att öka chansen för bildning av ett isembryo i en liten vattenvolym. Precis som det underlättar med kondensationskärnor för att bilda vattendroppar underlättar det med så kallade iskärnor för att bilda iskristaller. En lämplig iskärna har en struktur som liknar iskristallmönstret och kan utgöra det embryo till isstruktor som krävs för isbildning. Med iskärnor kan iskristaller bildas vid högre temperatur än -40 °C.
Det finns flera processer för hur iskärnorna medverkar till bildningen av iskristaller. Av denna anledning skiljer man på fryskärnor och sublimationskärnor. Fryskärnor är iskärnor som påverkar en vattendroppe att frysa. Detta kan ske på flera sätt, exempelvis genom att fryskärnan upptas av vattendroppen. Ett annat sätt är genom att fryskärnan tangerar vattendroppens yta. Exempelvis påverkar vulkanisk aska en vattendroppe att frysa vid högre temperatur genom att tangera ytan jämfört med att den upptas av droppen. Ett tredje sätt är fryskärnor som först får vattenånga att kondensera och sedan att frysa. Sublimationskärnor är iskärnor som får vattenånga att direkt att övergå till is, utan att vara vatten i vätskeform däremellan, så kallad deposition.
De små is- och snöstrukturer som byggs upp inne i ett moln kan splittras och på detta sätt ge upphov till fler partiklar på vilka is- och snöbildningen kan fortsätta. Detta är ett exempel på en sekundär bildning. En sådan process beskrevs av Hallett och Mossop i mitten på 1970-talet och brukar kallas för Hallett-Mossops process där fallande snöhagel krockar med molndroppar och därigenom splittras.

### Omvandling

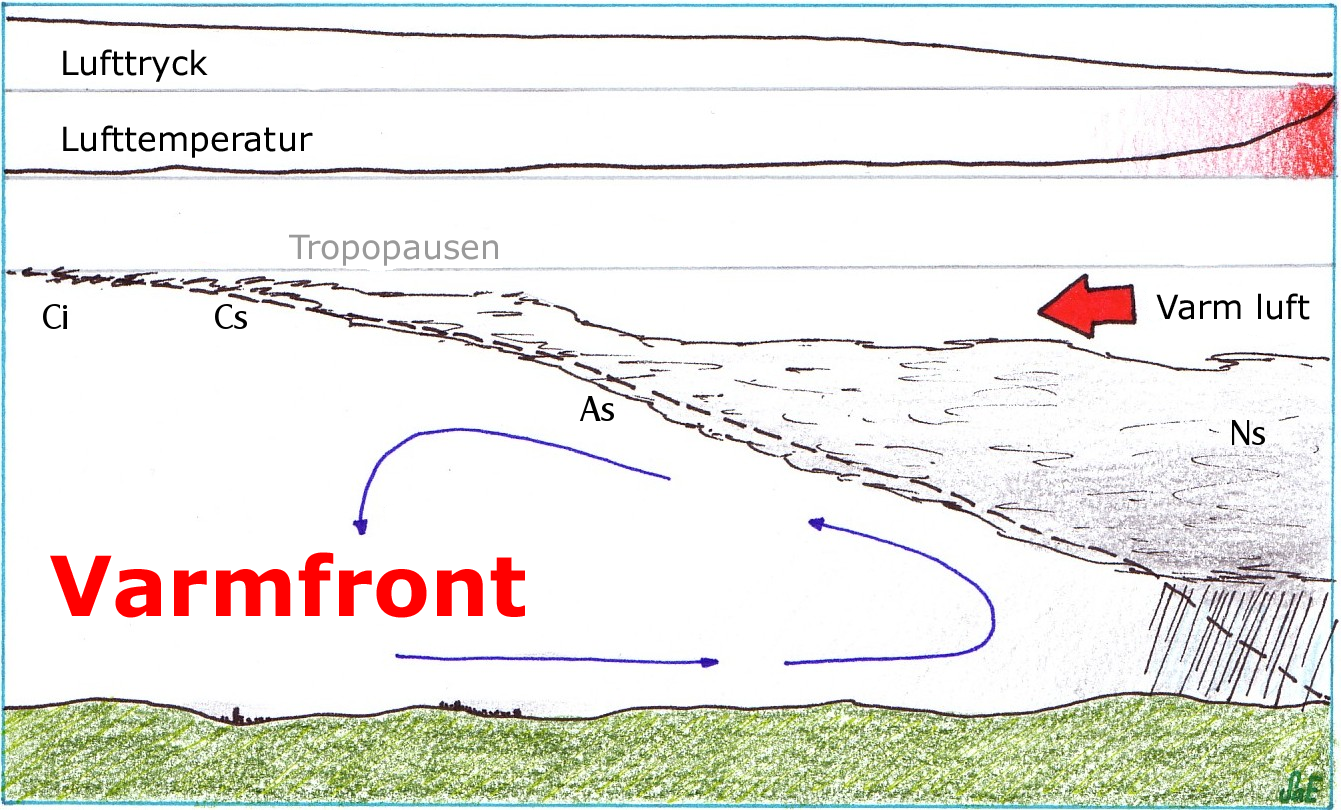
En annalkande varmfront inleds med cirrus och cirrustratusmoln. Dessa övergår till altostratus och vidare till nimbostratus med relativt långvarig nederbörd (dagsregn).

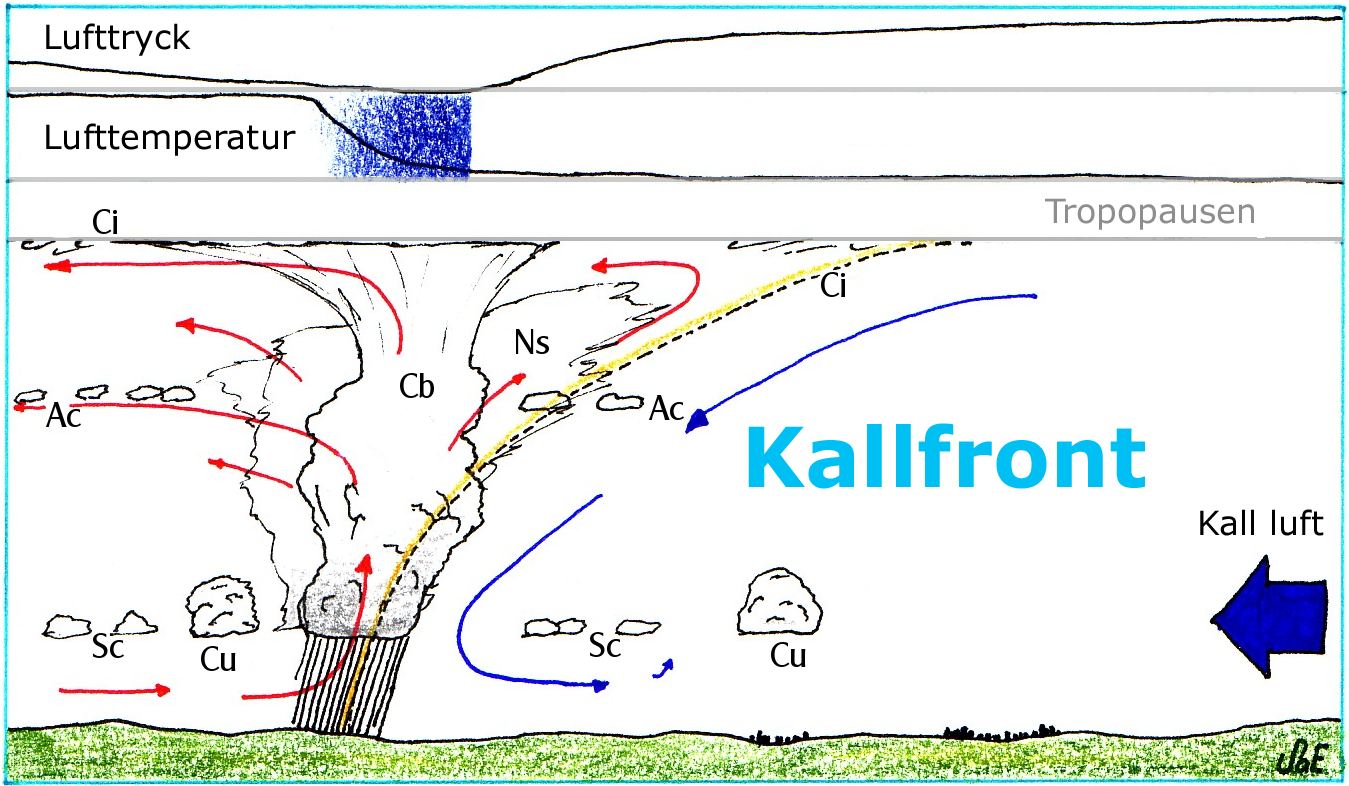
En kallfront föregås av relativt kortvarig, men kraftig nederbörd från nimbostratus med inbakade cumulonimbusmoln. Flera olika molntyper förekommer före och efter nederbörden, men inte lika tydligt eller regelbundet som i varmfrontsfallet.

Efter molnens tillblivelse sker mycket ofta en utveckling där moln övergår från en sort till en annan, eller ersätts av andra moln.
Man bör notera att på molnpartikelnivå är tillståndet i ett moln inte statiskt, då molndroppar kontinuerligt försvinner genom avdunstning och skapas. Storlekstillväxt av molndroppar och iskristaller sker huvudsakligen genom två processer, koalescens och Bergeronprocessen, som kan förklara varför molndroppar och iskristaller kan öka cirka en miljon gånger i volym och bilda så stora partiklar att deras massa kan motverka uppåtvindarna i och under molnet och bilda nederbörd. Uppåtvindar vid konvektion är flera meter per sekund, i tropikerna upp till 40 m/s. Vid fronter är uppvindarna svagare, i en varmfront i storleksordningen 10 cm/s, i en kallfront betydligt mer.
Konvektiva moln har en typisk dygnsrytm. När solen börjar värma upp marken bildas på förmiddagen tunna lätta moln, så kallade cumulus humilis. Dessa växer sedan till och bildar först cumulus mediocris, som är ungefär lika höga som de är breda, och sedan cumulus med starkt uppåtväxande form, så kallade cumulus congestus. Mot eftermiddagen kan cumulsmolnet förlora sin skarpa kontur i övre delarna och övergår då till att bli ett cumulonimbus som ofta ger nederbörd i form av regnskurar eller snöbyar. Molnet upplöses fram mot kvällen med början nerifrån och cumulonimbusmolnets övre delar kan bli kvar i form högt liggande men relativt tjocka cirrus spissatus.
Konvektion kan även inträffa på högre höjd och kan förklara hur exempelvis altostratus kan övergå till altocumulus. Övre delarna av altostratus kyls genom att molnet ger ifrån sig infraröd strålning samtidigt som molnets undersida värms av att det tar emot terrestrisk strålning. Detta tillstånd är instabilt vilket leder till att små konvektionsceller uppstår i molnet och ger upphov till områden med hävning och däremellan sänkning. Där luften sänks löses molnet upp och kvar blir molnelement där luften hävs. Cirrocumulus och stratocumulus kan uppstå på samma sätt ur cirrostratus respektive stratus.
Molnens uppträdande i samband med fronter följer ofta ett mönster, vilket är särskilt tydligt för varmfronter. Det börjar med cirrusmoln som breder ut sig allt mer och ersätts med cirrostratus. Sedan blir molnen tjockare och altostratusmolnen ersätter cirrostratus. Lätt men ihållande nederbörd kan nu börja falla, som blir allt kraftigare allteftersom altostratusmolnen ger plats för nimbustratus. Nederbörden håller ofta i sig i flera timmar. Förvandlingen tar som regel upp till dag.
I kallfrontsfallet uppträder inte molnen lika regelbundet. En annan skillnad är att nederbörden uppstår före att kallfronten anländer på marknivå och inte efter, som för varmfronter. De ofta nederbördsgivande molnen i kallfrontens framkant är cumulus congestus, cumulonimbus eller nimbostratus. Dessa föregås och efterföljs av mindre cumulus, altocumulus, altostratus och/eller cirrus. Molnförvandlingen är ofta över på några timmar.

### Upplösning
Då hävning är den primära orsaken till molnbildning kan naturligtvis det motsatta, sänkning av molnen, ske med följd att molnen upplöses. Sänkning av luft gör att luften värms adiabatiskt och temperaturen därmed går över daggpunktstemperaturen vilket leder till vattnet från molndropparna avdunstar och molnet försvinner. En sådan sänkning kan ske genom att ett högtryck bildas. Samma sak sker även på läsidan av berg.
Ett annat skäl till att moln löses upp är att molndroppar och/eller iskristaller avgår från molnet genom nederbörd.

## Roll i naturen
Molnen spelar en viktig roll i naturen ur flera aspekter. I vattnets kretslopp övergår vatten till vattenånga i atmosfären genom evapotranspiration. Vattenångan kondenserar sedan till moln som genom nederbörd återför vatten till jordytan. Här är molnens förmåga att avge vatten i form av nederbörd viktig. Visserligen kan en del av luftens vattenånga direkt återföras till marken genom dagg och frost, men i jämförelse med hur mycket vatten som återförs med nederbörd är detta bidrag mycket litet.
En annan viktig roll har molnen i jordens energibudget. Molnen påverkar lufttemperaturen, både för stunden och i ett klimatperspektiv. Det märks exempelvis på dagen när solen går i moln, då blir det genast märkbart kallare. Molnen reflekterar den terrestriska strålningen vilket gör att det är mycket kallare på natten när det är klart jämfört med om det är mulet. Dessa effekter blir särskilt tydliga i öknar, där den genomsnittliga molnigheten är liten. I öknar får man ett klimat där temperaturskillnaden mellan dag och natt är stor.
Moln reflekterar globalt sett i genomsnitt cirka 20 % av den inkommande solstrålningen, samtidigt som de absorberar 3 %. Skillnaden mellan olika molntyper är dock stor. Höga, tunna cirrusmoln släpper igenom relativt mycket av solstrålningen, medan tjocka cumulonimbus reflekterar relativt mycket solstrålning. Inom meteorologi anger albedo förhållandet mellan reflekterad och infallande solstrålning. Cirrusstratusmoln har ett albedo på mellan 0,4 och 0,5, stratocumulus cirka 0,6 och cumulonimbus 0,9.

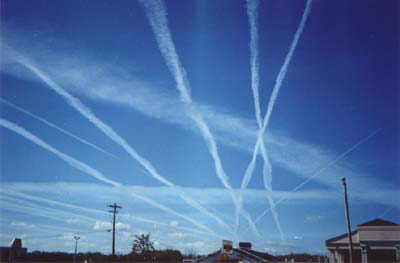
Avsaknaden av kondensationsstrimmor över USA den 11–14 september 2001 fick lufttemperaturen att öka med 1 °C.

Moln absorberar en del av den terrestriska strålningen som sedan emitteras, både ut i rymden och tillbaka till jorden. Även här skiljer sig effekten med avseende på molntyp. Cirrusmoln är kalla och emitterar därför mindre strålning ut i rymden jämfört med molnfri atmosfär. Detta tillsammans med dess låga albedo gör att cirrusmoln har värmande effekt på lufttemperaturen. Stratocumulus emitterar ungefär lika mycket strålning mot rymden som molnfri atmosfär och då albedon är hög får stratocumulus en kylande effekt. De djupa cumulonimbusmolnen, slutligen, reflekterar mycket av både solstrålning och den terrestriska strålningen. Den totala effekten blir jämförbar med molnfri luft och effekten på lufttemperaturen blir neutral.
Den terrestriska strålningen kan studsa fram och tillbaka mellan molnen och jordytan flera gånger. Detta tillsammans med faktum att olika moln påverkar lufttemperaturen på olika sätt gör att det är väldigt svårt att förutse vilken global påverkan en förändring av molnigheten kommer att få.

## Förekomst

### På jorden
Vertikalt sett förekommer moln huvudsakligen i den nedersta delen av jordens atmosfär, i troposfären. Undantagen är höga cirrus och pärlemormoln som befinner sig i stratosfären samt nattlysande moln som finns i mesosfären nära mesopausen.
Den genomsnittliga årliga molnigheten för jorden är ännu inte exakt bestämd. För januari och juli täcks i genomsnitt 59 % av jordytan av moln. Sett över hela året förekommer den lägsta molnigheten i Sahara och i öknen på Arabiska halvön, samt över Sydpolen. Högsta molnigheten förekommer i Antarktiska oceanen samt i de norra delarna av Atlanten och Stilla havet. Över året förekommer stora variationer. Exempelvis är molnigheten cirka 80 % under juli över de delar av Indien som drabbas av monsunen.

### Utomjordiska moln

Ismoln på mars. Bilder tagna av rymdsonden Phoenix den 29 augusti 2008.

I solsystemet har många planeter eller månar med atmosfär också moln. På Venus består molnen av små droppar av svaveldioxid blandat med klorgas och fluorföreningar. På Mars är moln vanliga, ofta i form av höga tunna moln av is. Jupiter och Saturnus har ett yttre molntäcke bestående av ammoniak, ett mellanliggande lager av ammoniumhydrosulfid och ett inre täcke med moln av vatten. Uranus och Neptunus har atmosfärer som domineras av metanmoln. Molnen på Neptunus liknar cirrusmolnen (fjädermolnen) på jorden men ändrar form oerhört fort.
Saturnus måne Titan har moln som man tror består av flytande metan. Cassini-Huygens projektet har visat på bevis för en vätskecykel på Titan, med sjöar av metan nära polerna och flytande metanåar.

## Moln inom kulturen
Bildligt har moln i det svenska språket framförallt två betydelser, dels som ett tecken på oro eller bekymmer och dels som lycka, om man befinner sig på eller bland dem. Det förra kan exemplifieras i ett ord som orosmoln eller idiomet varje moln har en silverkant med vilket man avser att det finns en ljusning i varje bedrövelse. Som exempel för det senare finns uttryck som att sväva bland molnen (vara lycklig) eller sväva på rosa moln (vara kär).
Inom religionen avbildas ofta gudar men framförallt änglar sittande bland moln. Klassisk är bilden på en liten ängel som sitter på ett moln med handen under hakan och drömmande tittar bort.
Efter att Luke Howard hade publicerat sin molnklassificering i början av 1800-talet inspirerade han den samtida romantikens bildkonstnärer och poeter. Bland annat skrev Johann Wolfgang von Goethe en hel diktsvit utifrån Howards terminologi. Bland övriga poeter inom romantiken som använde moln som metafor finns bland annat Percy Bysshe Shelley med dikten "The Cloud" från 1814 och Erik Johan Stagnelius med dikten "Molnet". I romantikens dikter symboliserar molnet exempelvis det ogripbara i tillvaron, föränderlighet och ensamhet.
John Constable är den mest namnkunnige bland romantikens molnmålare. Under sommarmånaderna år 1821 och 1822 gjorde han över 100 oljemålningar med huvudsakligen molnmotiv över Hampstead i London, England. En annan var Caspar David Friedrich som hade en förkärlek till dramatiska molnkonstellationer. Inom bildkonsten finns begreppet "molnlandskap" (engelska: cloudscapes) som syftar på verk där moln intar en central plats.
Efter romantiken återuppstod fascinationen för moln i symbolismen och även senare i postmodernismen, epoker som liksom romantiken utmärktes av skönhet i kombination med immateriallitet. Bland symbolismens konstnärer med förkärlek för moln finns bland annat George Frederick Watts och Prins Eugen. I postmodernismen märks bland annat Gerhard Richters fotorealistiska molnmålningar och poeten Lars Gustafsson i vars dikter molnen kopplas till jagets utbytbara och godtyckliga karaktär.
Bland fotografer som arbetat med moln märks bland annat den belgiske fotografen Léonard Misonne (1870–1943) som var känd för sina svartvita fotografier på tunga skyar med svarta moln, och Alfred Stieglitz som 1922 började arbeta med molnbilder.
I tecknade serier ritas ibland moln ovanför människors huvuden, vilket kan ha flera olika negativa betydelser. Exempelvis kan det visa att personen är bedrövad eller deprimerad. Figuren Joe Btfsplk i Knallhatten av Al Capp hade ständigt ett svart moln över huvudet för att symbolisera den otur som drabbade personer i hans närhet.

Exempel på molnlandskap
Målning, Weymouth Bay av John Constable
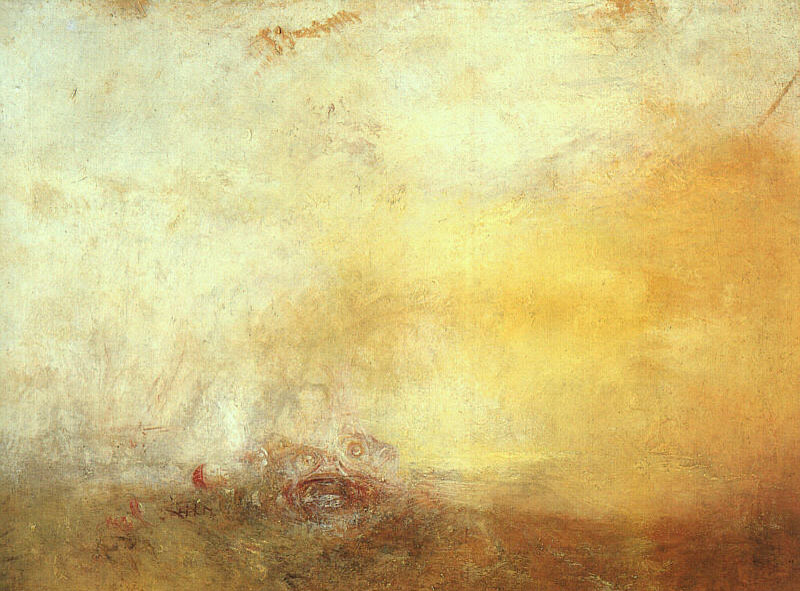
Målning, Sunrise with Sea Monsters av J. M. W. Turner (1845)
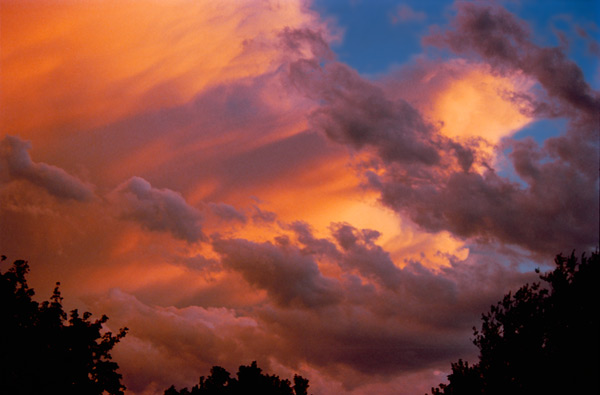
Fotografi med molnlandskap